# Scopesis rufonotata
Scopesis rufonotata är en stekelart som först beskrevs av Holmgren 1876.  Scopesis rufonotata ingår i släktet Scopesis och familjen brokparasitsteklar. Arten är reproducerande i Sverige.

## Underarter
Arten delas in i följande underarter:
- S. r. fidelis
- S. r. fusca